# Artful Dodger
Jack Dawkins, meglio conosciuto come Artful Dodger, è un personaggio del romanzo Oliver Twist di Charles Dickens. Dodger è un borseggiatore, così chiamato per la sua abilità e astuzia in quell'occupazione. È un membro della banda di ragazzini criminali addestrata dall'anziano Fagin.

## Ruolo nel romanzo
Nel romanzo diventa l'amico più intimo di Oliver (anche se tradisce Oliver quando quest'ultimo viene catturato) e cerca di fare di lui un borseggiatore, ma presto si rende conto che Oliver non ci riuscirà, e si sente dispiaciuto per lui. Ha anche un'amicizia stretta con Charley Bates. L'Artful Dodger è caratterizzato come un bambino che si comporta come un adulto. Viene descritto con indosso abiti per adulti che sono troppo grandi per lui. Come un adulto, raramente cede agli impulsi infantili.
Dickens aveva usato per la prima volta un termine simile nel suo precedente romanzo, Il Circolo Pickwick. Alla fine del capitolo 16, Sam Weller si riferisce agli schemi recenti del signor Jingle: "Reg'lar do, sir; artful dodge."
Artful Dodger, anche se è un borseggiatore, non è un personaggio senza cuore. Ha un grande rispetto per Fagin, al quale consegna tutti i bottini senza domande.

## Sul grande e piccolo schermo
| Anno | Film | Attore                 | Note                                                                 |
| ---- | --- | ---------------------- | -------------------------------------------------------------------- |
| 1912 | Oliver Twist                                                                                            | Charley Rogers         | Tratto dall'omonimo romanzo di Charles Dickens                       |
| 1912 | Oliver Twist                                                                                            | Willie West            | Tratto dall'omonimo romanzo di Charles Dickens                       |
| 1916 | Oliver Twist                                                                                            | Raymond Hatton         | Tratto dall'omonimo romanzo di Charles Dickens                       |
| 1921 | Oliver Twist, Jr.                                                                                       | Scott McKee            | Tratto dall'omonimo romanzo di Charles Dickens                       |
| 1922 | Oliviero Twist (Oliver Twist)                                                                           | Edouard Trebaol        | Tratto dall'omonimo romanzo di Charles Dickens                       |
| 1933 | Oliver Twist                                                                                            | Sonny Ray              | Tratto dall'omonimo romanzo di Charles Dickens                       |
| 1948 | Le avventure di Oliver Twist (Oliver Twist)                                                             | Anthony Newley         | Tratto dall'omonimo romanzo di Charles Dickens                       |
| 1962 | Oliver Twist                                                                                            | Melvyn Hayes           | Miniserie TV tratta dall'omonimo romanzo di Charles Dickens          |
| 1964 | Episodio 17.19 della serie The Ed Sullivan Show                                                         | Davy Jones             | Tratto dall'omonimo romanzo di Charles Dickens                       |
| 1968 | Oliver! (Oliver!)                                                                                       | Jack Wild              | Tratto dall'omonimo romanzo di Charles Dickens                       |
| 1969 | "The Son of Oliver Twist or Junior Is Just a Little Dickens", episodio della serie The Red Skelton Hour | Jack Wild              |                                                                      |
| 1972 | "Oliver and the Artful Dodger: Part 1", episodio della serie The ABC Saturday Superstar Movie           | Michael Bell           |                                                                      |
| 1972 | "Oliver and the Artful Dodger: Part 2", episodio della serie The ABC Saturday Superstar Movie           | Michael Bell           |                                                                      |
| 1974 | Oliver Twist                                                                                            | Davy Jones             | Tratto dall'omonimo romanzo di Charles Dickens                       |
| 1980 | The Further Adventures of Oliver Twist                                                                  | John Fowler            | Serie TV tratta dal romanzo Oliver Twist di Charles Dickens          |
| 1982 | Oliver Twist                                                                                            | Martin Tempest         | Film TV tratto dall'omonimo romanzo di Charles Dickens               |
| 1985 | Oliver Twist                                                                                            | David Garlick          | Miniserie TV tratta dall'omonimo romanzo di Charles Dickens          |
| 1988 | Oliver & Company (Oliver & Company)                                                                     | Billy Joel (voce)      | Film d'animazione basato sul romanzo Oliver Twist di Charles Dickens |
| 1995 | "Twisted Tail", episodio della serie Wishbone, il cane dei sogni                                        | Joe Duffield           |                                                                      |
| 1997 | Les nouvelles aventures d'Oliver Twist                                                                  | Dolly Vanden Bizen     |                                                                      |
| 1997 | Oliver Twist                                                                                            | Elijah Wood            | Film TV tratto dall'omonimo romanzo di Charles Dickens               |
| 1999 | "The Island", episodio della serie BeastMaster                                                          | Kirsty Boden           |                                                                      |
| 1999 | Oliver Twist                                                                                            | Alex Crowley           | Miniserie TV tratta dall'omonimo romanzo di Charles Dickens          |
| 2001 | Escape of the Artful Dodger                                                                             | Luke O'Loughlin        | Serie TV                                                             |
| 2004 | Boy Called Twist                                                                                        | Tertius Swanepoel      |                                                                      |
| 2004 | Episodio 1.25 della serie Children in Need                                                              | Andrew Whyment         |                                                                      |
| 2005 | Oliver Twist (Oliver Twist)                                                                             | Harry Eden             | Tratto dall'omonimo romanzo di Charles Dickens                       |
| 2007 | Oliver Twist                                                                                            | Adam Arnold            | Miniserie TV tratta dall'omonimo romanzo di Charles Dickens          |
| 2008 | Episodio 1.29 della serie Children in Need                                                              | Robert Madge           |                                                                      |
| 2016 | Dickensian                                                                                              | Wilson Radjou-Pujalte  | Serie TV                                                             |
| 2023 | The Artful Dodger                                                                                       | Thomas Brodie-Sangster | Miniserie TV                                                         |

## Influenze culturali
Il calciatore argentino e vincitore della Coppa del Mondo FIFA 1986 Diego Maradona è stato indicato come "Artful Dodger" dalla stampa anglosassone in merito al suo gol di mano contro l'Inghilterra, per averla astutamente fatta franca con un fallo non ravvisato dall'arbitro.